# Michael Carrington
Michael Carrington é um ator, roteirista e dublador estadunidense. Ficou conhecido por trabalhar em Cory in the House, That's So Raven e The Simpsons.